# Nivarox (Metalllegierung)
Nivarox (Nicht variabel oxydfest) ist eine bis 1933 von Reinhard Straumann entwickelte Metalllegierung. Daraus wurden Zugfedern und, wie aus dem ähnlichen Nivaflex, Spiralfedern. Nivarox wird hauptsächlich in der Uhrenindustrie verwendet. Die Legierung aus Nickel, Chrom, Mangan, Titan, Beryllium, Silicium und Eisen besitzt Eigenschaften, welche bei der Herstellung von Unruhspiralen und Antriebsfedern von Vorteil sind. Federn aus Nivarox sind ermüdungsarm, nahezu antimagnetisch, nicht rostend und haben einen sehr geringen Wärmeausdehnungskoeffizienten.
Die Nivarox-Rezeptur Straumanns besteht nach Masse aus: 39 % Nickel, 8 % Chrom, 1 % Mangan, 1 % Titan, <1 % Beryllium und 0,5 % Silicium, der Rest aus Eisen. Die heutige Zusammensetzung von Nivarox (und Nivaflex) besteht dagegen aus 40 – 45 % Kobalt, 21 – 27 % Nickel, 12 – 18 % Chrom, 4 % Molybdän, 4 % Wolfram, 0,3 % Beryllium, <0,1 % Kohlenstoff, der Rest aus Eisen.
Nivarox macht das Gangverhalten mechanischer Uhren stabil und nahezu temperaturneutral. Durch diese besonderen Eigenschaften konnte die aufwändige und teure Kompensationsunruh ersetzt werden. Unruhspiralen aus Nivarox werden heute weltweit von fast allen Herstellern mechanischer Uhren in verschiedenen Qualitätsstufen verwendet. An der Verbesserung des Werkstoffs wird laufend weiterentwickelt.

## Einzelnachweise

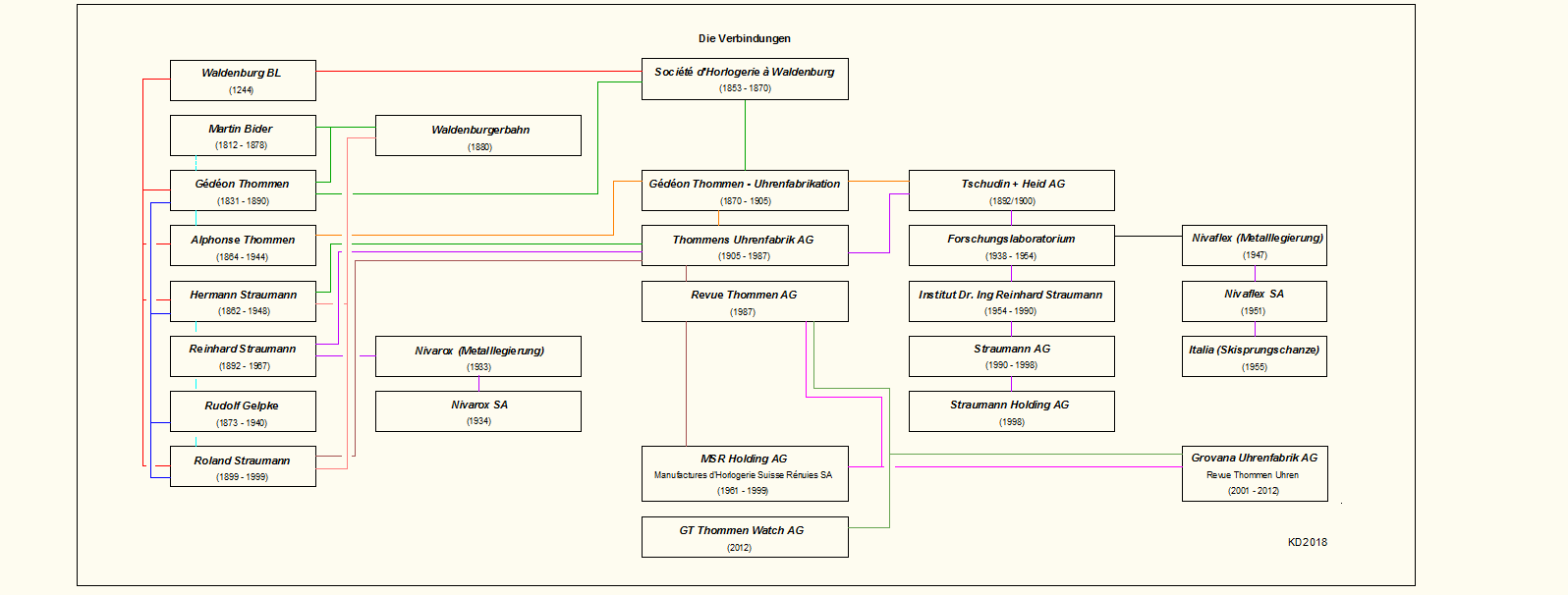
Die Verbindungen